# Isabel Feodorovna
Isabel Feodorovna (Darmstadt, 1 de novembro de 1864 — Apayevsk, 18 de julho de 1918) era esposa do grão-duque Sérgio Alexandrovich, quinto filho do czar Alexandre II. Nascida princesa Isabel de Hesse e Reno, era conhecida por Ella pela família e amigos. Era a irmã oito anos mais velha da czarina Alexandra Feodorovna, esposa do czar Nicolau II. Isabel tornou-se famosa na sociedade russa pela sua beleza, charme e trabalhos de caridade entre os pobres.
Foi assassinada com seus sobrinhos em 18 de julho de 1918 a mando do regime comunista. Sua irmã a imperatriz Alexandra Feodorovna, seu marido o imperador Nicolau II e seus filhos foram assassinados no dia 17 de julho de 1918, um dia antes da própria Isabel. Em 1992, foi canonizada pela Igreja Ortodoxa Russa como neomártir.

## Família e infância

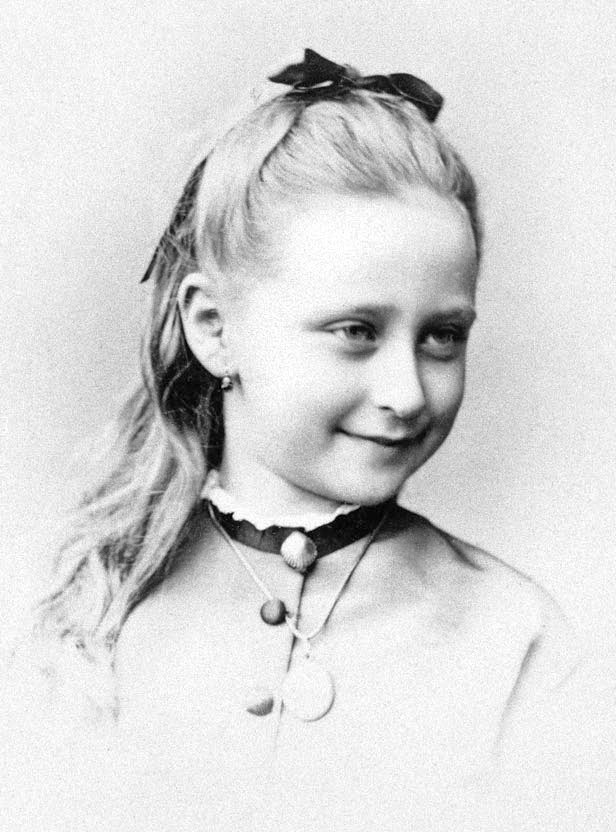
Isabel, quando princesa de Hesse-Darmstadt

Em novembro de 1864, a princesa Alice de Hesse escreveu uma carta à sua mãe, a rainha Vitória do Reino Unido, onde lhe contava que ela e o seu marido tinham decidido chamar a sua segunda filha, nascida no primeiro dia desse mês, de "Isabel Alexandra Luísa" em honra da santa mais amada e venerada no Grão-Ducado de Hesse. Esqueci-me de te dizer, escreveu ela mais tarde numa outra carta, em resposta à tua carta, sobre o nome da Ella, que ela deve ser chamada de Isabel. Apenas ‘entre-nous’ a tratamos por Ella. Nos meses que se seguiram as suas cartas para a mãe enchiam-se de pormenores sobre a doçura da nova bebé, dos seus olhos azuis-escuros, do seu cabelo loiro, da sua alegria, a sua bondade e, ocasionalmente, das suas maldades.
Em agosto de 1865, a rainha Vitória foi até Darmstadt, em parte para assistir ao início da construção do novo palácio de Alice e do seu marido e em parte para conhecer a sua nova neta. Sem se alarmar ou intimidar com o ar majestoso que rodeava a mulher baixa e forte, vestida com um longo vestido negro, a bebé sorriu-lhe e deixou que a sua avó lhe beijasse as bochechas sem qualquer protesto. Ela é muito gentil, a minha avó, disse ela um pouco mais tarde e  Alice ficou, sem dúvida, aliviada, uma vez que a sua segunda filha tinha as suas próprias ideias e tinha-se revoltado com a sua outra avó, a princesa Isabel da Prússia lhe tinha tentado tocar. É muito cansativo, disse a Alice sobre o facto de a sua adorável filha não se conseguir comportar com pessoas desconhecidas.
Mas quando no verão de 1865 a sua mãe a levou a visitar Heilligenberg e a sua tia-avó Maria Alexandrovna (esposa do czar Alexandre II) pegou nela ao colo, a pequena criança ficou encantada e colocou os seus braços à volta do seu pescoço, colando a sua cara aquela que era a fria czarina da Rússia e que encontrou na sua adorável sobrinha-neta um refúgio para os seus dias de solidão no Palácio de Alexandre. Foi durante esta visita que Isabel brincou pela primeira vez com aquele que seria o seu futuro marido, o grão-duque Sérgio Alexandrovich.
Apesar de descender de uma das mais antigas e mais poderosas famílias nobres da Alemanha, Isabel e a sua família tinham uma vida bastante modesta quando comparada com os padrões reais. As crianças varriam o chão e arrumavam os seus próprios quartos enquanto a sua mãe confeccionava as suas roupas e as dos filhos. Durante a Guerra Austro-Prussiana, era frequente a princesa Alice levar Isabel consigo quando visitava soldados feridos num hospital próximo. No meio deste ambiente relativamente feliz e seguro, Isabel cresceu rodeada de hábitos domésticos ingleses e o inglês tornou-se a sua língua principal, assim como a dos seus irmãos. As crianças falavam inglês com a mãe e alemão com o pai.

## Adolescência e juventude

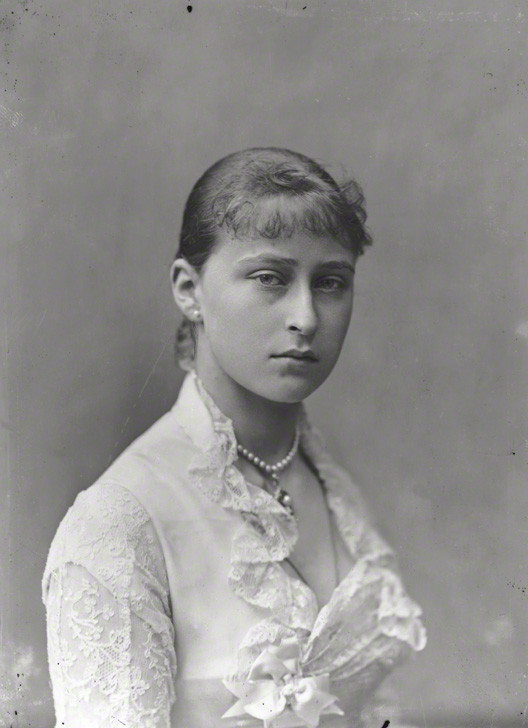
Isabel em 1878

No outono de 1878, quando Isabel tinha 14 anos, a difteria abalou a casa Hesse matando a sua irmã mais nova, Maria (conhecida na família por Mae) no dia 16 de novembro desse ano. Isabel foi a única dos irmãos que não foi afectada pela doença e foi enviada para a casa dos avós paternos para evitar o contágio. Enquanto lá estava, no dia 14 de dezembro, a sua mãe sucumbiu à doença depois de, contra os conselhos dos médicos, ter beijado o seu filho Ernesto. Quando Isabel foi autorizada a regressar à sua casa, descreveu a reunião como terrivelmente triste e disse que tudo parecia um pesadelo horrível.
Durante a sua juventude, Isabel era sedutora e tinha uma personalidade muito aberta. Muitos historiadores consideram-na uma das mulheres mais bonitas da Europa nesta altura. Foi durante esta época que ela chamou a atenção do seu primo mais velho, o futuro kaiser Guilherme II da Alemanha. Ele estudava na Universidade de Bonn e não era raro visitar os seus parentes de Hesse aos fins-de-semana. Durante estas visitas ele apaixonou-se por Isabel e escreveu-lhe numerosos poemas de amor que lhe enviava. Embora se sentisse elogiada pela atenção que recebia por parte do primo, Isabel não se sentia atraída por Guilherme e rejeitou-o educadamente. O futuro kaiser ficou frustrado e decidiu desistir da universidade para voltar a Berlim.
Além de Guilherme II, Isabel tinha muitos admiradores, entre os quais lorde Charles Montagu, segundo filho do 7º Duque de Manchester e Henry Wilson, que se tornaria num famoso soldado. Outro dos seus admiradores era o futuro Frederico II, grão-duque de Baden e primo de Guilherme. A rainha Vitória descrevia-o como tão bom e estável, com uma posição tão segura e feliz e quando Isabel o rejeitou, a rainha "arrependeu-se de o ter dito."

### Noivado com um grão-duque

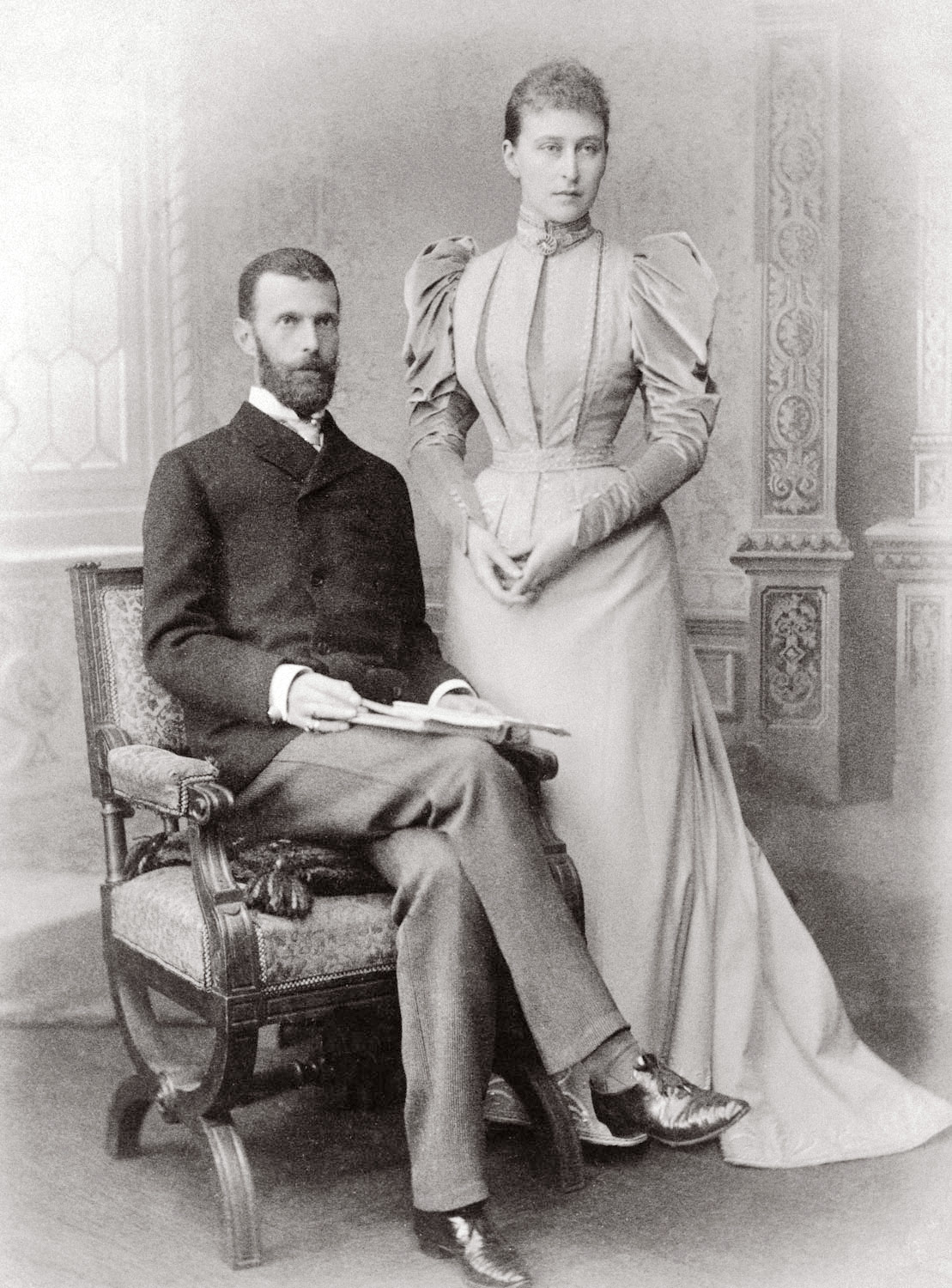
Isabel e Sérgio no dia de noivado

Posteriormente foi um grão-duque russo que conquistou o coração de Isabel. A tia-avó de Isabel, nascida em Hesse, era uma visita frequente no ducado e, durante as suas visitas, era sempre acompanhada pelos seus filhos mais novos, Sérgio Alexandrovich e Paulo Alexandrovich. Isabel conhecia os dois irmãos desde bebé, mas achava-os demasiado arrogantes e reservados. Sérgio, particularmente, era um jovem calado, muito religioso e apaixonou-se por Isabel quando a viu pela primeira vez depois de muitos anos. Mais tarde ele pediu-lhe para casar com ele, mas, a princípio, Isabel não se sentia apaixonada por ele. A opinião da princesa mudou quando Sérgio perdeu os seus pais no mesmo ano. Maria Alexandrovna morreu de doença e Alexandre II foi assassinado num atentado à bomba em São Petersburgo quando se encontrava a caminho de uma reunião que tornaria a Rússia numa monarquia constitucional. O grão-duque encontrava-se em Roma quando o seu pai foi assassinado e, por isso, foi-lhe poupada a visão do seu corpo mutilado. Sérgio admirava o seu pai e a sua morte fez com que se tornasse num selvagem antirrevolucionário que não escondia o ódio que sentia pelas pessoas que tinham ignorado os esforços de Alexandre II para liberalizar o país.
A morte da sua mãe foi igualmente difícil uma vez que ambos eram devotos um ao outro. Estes eventos mudaram-no e Isabel passou a vê-lo com outros olhos, uma vez que compreendia a dor pela qual ele passava depois de ter perdido a sua própria mãe. Outras parecenças como a arte e a religião aproximaram-nos cada vez mais. Há quem diga  que ele gostava particularmente da sua personalidade que o fazia recordar a sua adorada mãe. Por isso, quando Sérgio voltou a pedir a mão de Isabel durante o casamento da irmã dela com o príncipe Luís de Battenberg, ela aceitou e ambos tiveram autorização do pai dela para se casarem. A rainha Vitória não ficou particularmente encantada com a união.

## Casamento e vida na rússia

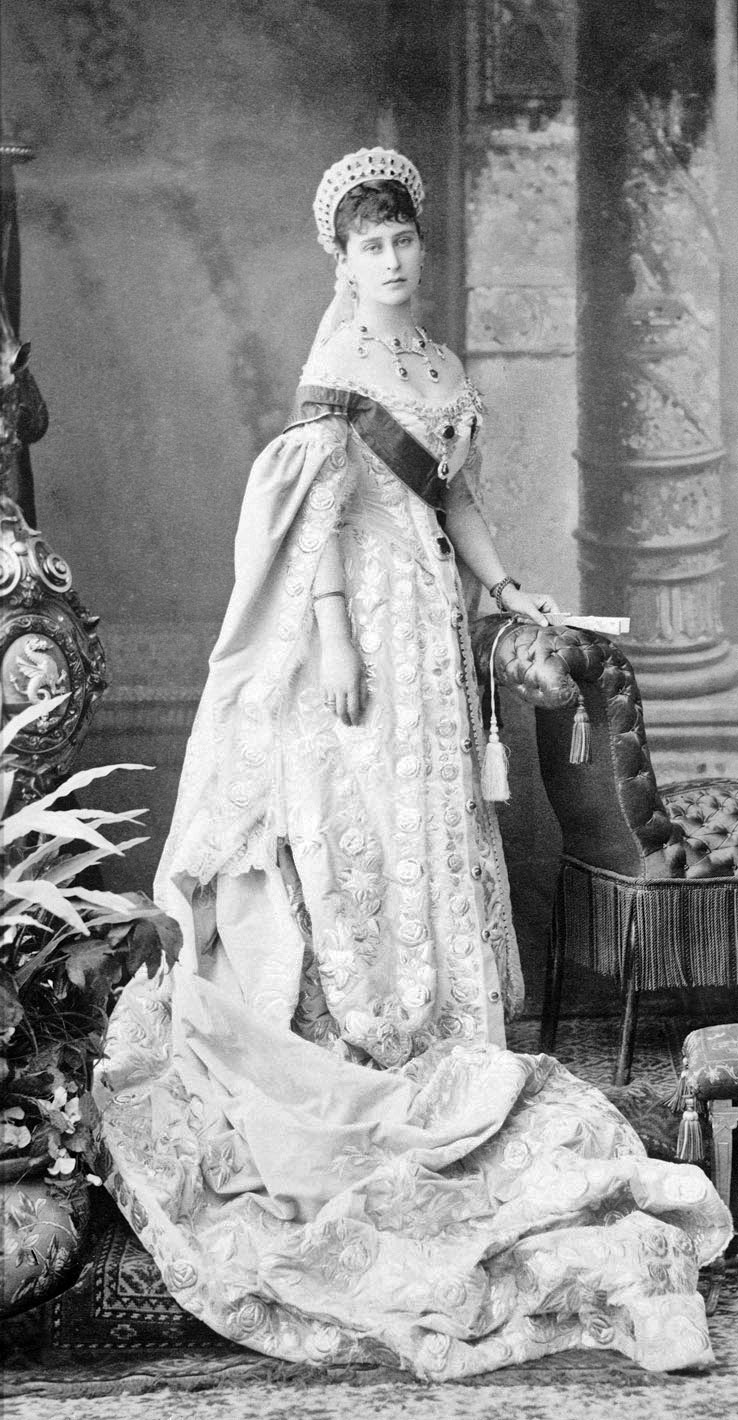
Isabel no vestido tradicional da corte russa

O noivado da princesa Isabel foi curto, uma vez que Sérgio Alexandrovich queria que o casamento se realizasse o mais rapidamente possível e, apesar do pai dela não aceitar completamente a sua pressa, foi forçado a lidar com ela quando em junho de 1884 chegou a São Petersburgo com Isabel e as suas duas irmãs mais novas Irene e Alice.
A Rússia, com a sua vastidão, a sua atmosfera estranha e inexplicável, surpreendeu as duas princesas mais velhas que, à excepção da Inglaterra, tinham visto muito pouco do mundo. As enormes praças e largas ruas de São Petersburgo, o rio Neva, mais largo do que qualquer rio inglês ou alemão, as cúpulas e espirais douradas das catedrais, a grandeza do Palácio de Inverno e a graciosidade da alta sociedade eram tão únicos e inesperados que elas se sentiram desorientadas e confusas, incapazes de se acostumarem ao ambiente estranho e pouco familiar que as rodeava.
Elas sentiam-se intimidadas pelas multidões de criados e damas-de-companhia que as rodeavam sem descanso, pelos conselheiros da corte que davam diferentes instruções e, acima de tudo, pelo irmão de Sérgio, o czar Alexandre III. O imperador era alto, tinha ombros largos, uma voz profunda e mãos que conseguiam endireitar uma ferradura sem grande esforço. Só Alice que tinha apenas 12 anos na altura parecia não ter nenhuma apreensão. Ela não via nada de assustador, apenas os corredores vastos e inspiradores do Palácio de Inverno com os seus quilómetros de chão dourado e passou a maior parte do tempo a jogar às escondidas entre os pilares com Nicolau, filho mais velho de Alexandre III que era, normalmente, tímido e indiferente com estranhos, mas achava aquela menina com os seus caracóis loiros uma companhia encantadora e com quem se sentia perfeitamente relaxado.
Luís IV, Grão-Duque de Hesse não tinha permitido que a sua filha mudasse de religião antes do casamento, por isso houve uma cerimónia luterana e outra ortodoxa. Quando finalmente ambas as cerimónias acabaram e uma Isabel pálida teve de se despedir do seu pai e das irmãs, sentiu-se que ela estava aterrorizada com a perspectiva de ser forçada a viver uma nova vida num país desconhecido, rodeada de estranhos, novas ligações e com um marido que, no fundo, mal conhecia.

### Relação com Sérgio

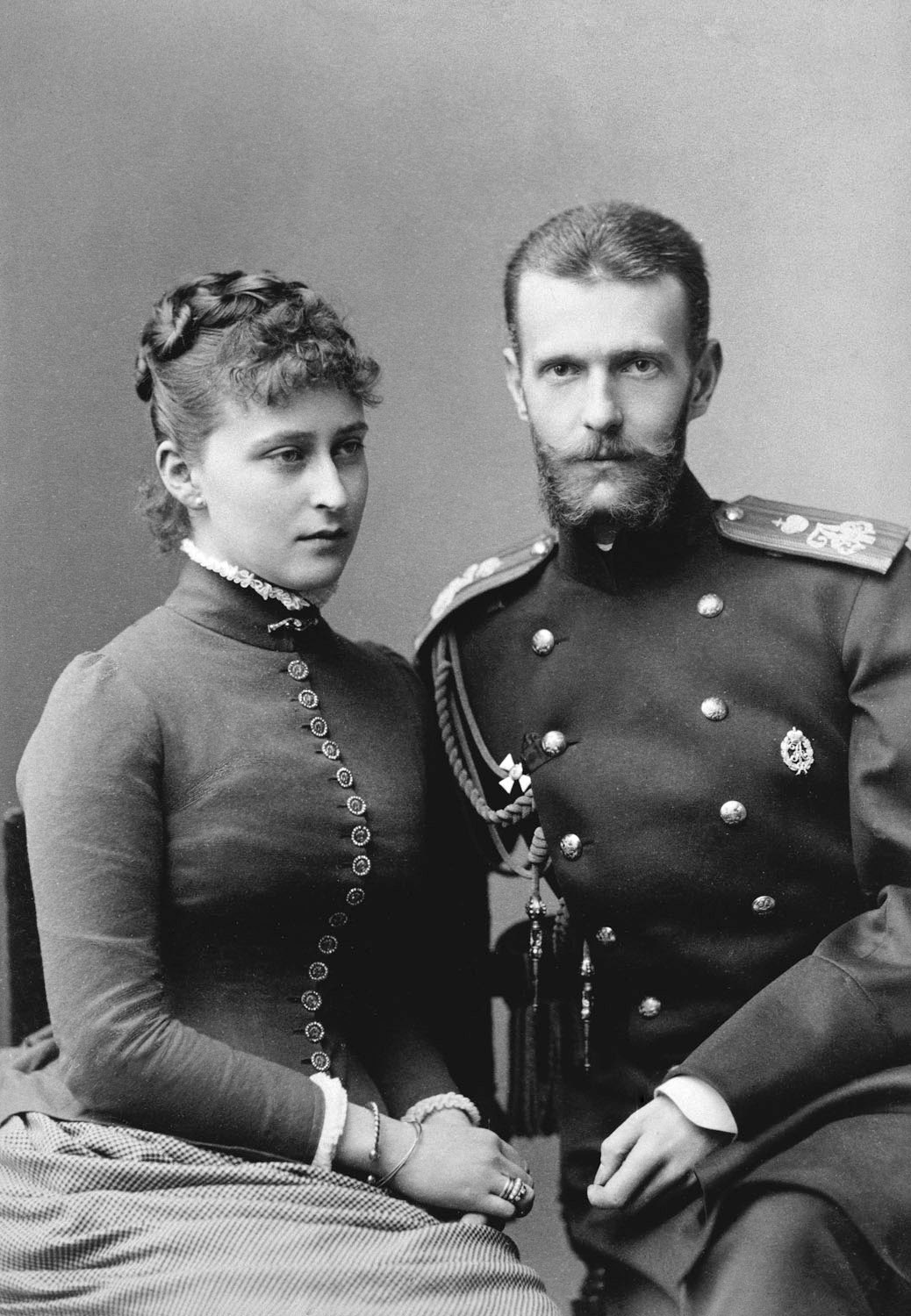
Isabel e Sérgio em 1884

Não existe nada que mostre se a nova grã-duquesa se sentia infeliz. Se sofria, fazia-o em silêncio, sem se queixar uma única vez. No entanto o sentimento geral na sociedade de São Petersburgo era de simpatia para com aquela jovem ingénua que se tinha casado com um homem conhecido pela sua rudeza e que se dizia esconder uma vida de imoralidade viciosa. Até a rainha Maria da Roménia que, em criança, adorava o seu tio Sérgio Alexandrovich, confessou que ele sempre tinha sido um pouco assustador e que os seus olhos eram cinzentos e frios, os lábios finos e tinha sempre uma expressão dura.
Sérgio era considerado um homem bonito, sempre vestido no seu uniforme verde-escuro que lhe dava um aspecto de respeito e conservadorismo. As pessoas que o conheciam diziam que sempre que estavam ao pé dele sentiam sempre que, por detrás da sua expressão controlada, havia uma camada secreta de raiva e frustração. Ele adorava a sua mulher, venerava a sua beleza e cobria-a de presentes como as mais caras joias e peles, mas era frequente ele censurar o comportamento dela em público se ela se esquecesse das suas instruções ou cometesse o que ele considerava ser uma falta nas regras de etiqueta.

### Irmã da czarina da Rússia
Ninguém que via a grã-duquesa Isabel naqueles dias se esquecia dela. Ela era a criatura mais bela de Deus que eu alguma vez vi, escreveu um escritor contemporâneo. No entanto, embora se tivessem deixado levar pela sua beleza e apesar de ela ser jovem, alegre e uma pessoa que gostava de desfilar as joias e roupas que o seu marido lhe oferecia, nunca houve nenhum escândalo ligado ao seu nome.

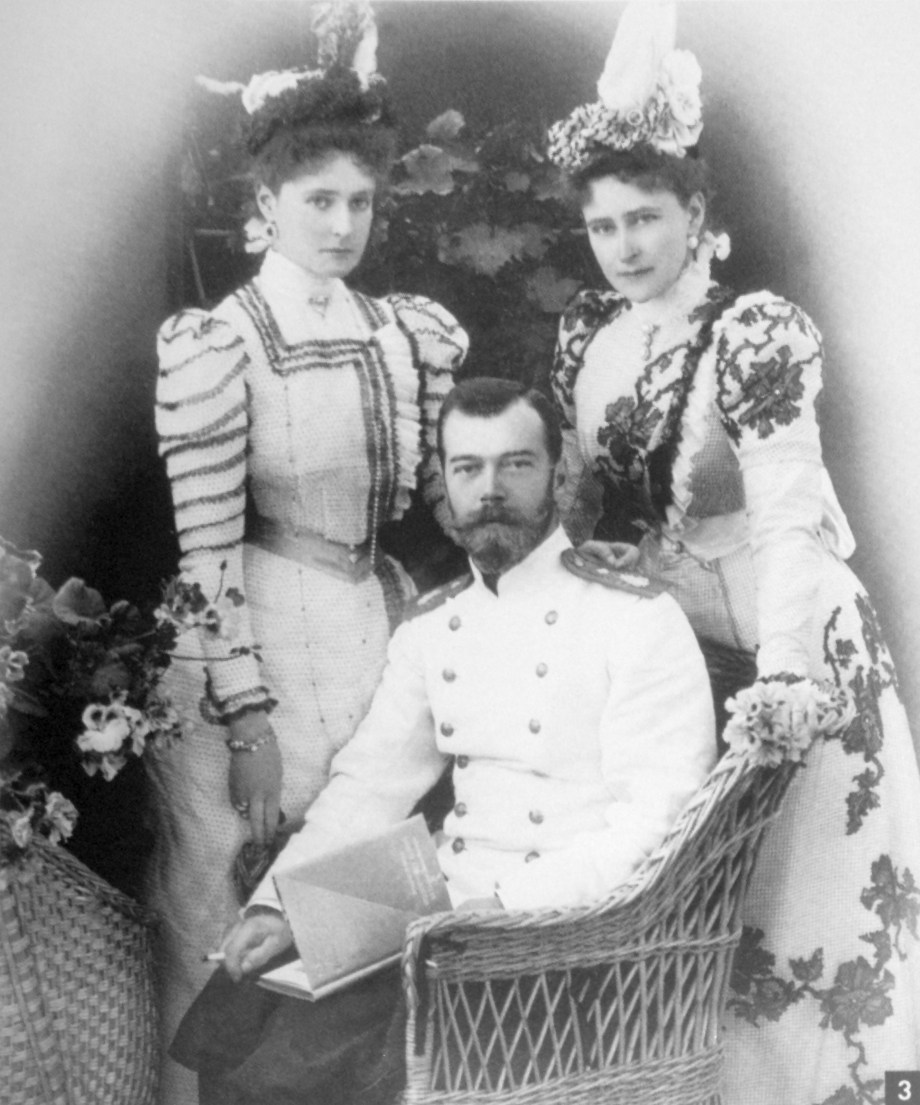
Isabel (à direita) com a irmã Alexandra e o cunhado Nicolau II da Rússia (sentado ao centro)

A grã-duquesa Isabel converteu-se à Igreja Ortodoxa apenas dois anos depois do casamento, muito contra a vontade do seu pai. Quando o grão-duque de Hesse soube que o czarevich Nicolau se tinha apaixonado pela sua filha mais nova, a princesa Alice, ele recusou-se a permitir que outra filha sua abdicasse da sua fé luterana.
A rainha Vitória também não aprovava estas mudanças de religião e não gostava particularmente da ideia de ver a sua neta favorita noiva do herdeiro ao trono russo. Ela tinha-o achado charmoso, simples e natural quando ele visitara Londres, mas ao mesmo tempo tinha ficado com a sensação de que ele tinha falta de estabilidade e não conseguia tomar decisões por si mesmo. O imperador e a imperatriz partilhavam a sua apreensão, mas por razões completamente diferentes. A princesa Alice não tinha ficado muito bem vista quando visitara São Petersburgo. Alexandre III achou-a uma alemã típica e Maria Feodorovna ficou incomodada com a sua apatia. Além disso ela queria ver o seu filho casado com a filha do conde de Paris e não via como aquela pequena Princesa de Hesse com um feitio tímido e quase hostil poderia ser uma boa esposa.
Tal como o seu avô, o czar Alexandre II da Rússia, o czarevich estava determinado a conseguir aquilo que queria. O meu sonho é casar-me com a Alice de Hesse, escreveu ele no seu diário no dia 21 de dezembro de 1889.
Isabel teve uma grande responsabilidade para com a relação do seu sobrinho com a sua irmã. Foi ela que incentivou o amor entre ambos e convenceu a rainha Vitória (que queria casar Alice com o seu neto Alberto) a aceitar uma possível união entre a sua neta favorita e o czarevich da Rússia.
Finalmente em abril de 1894, o imperador, que já começava a ceder, deu a sua permissão para que houvesse noivado e o seu filho correu até Coburg onde se realizaria o casamento do irmão de Isabel e Alice, Ernesto, com a princesa Vitória Melita, filha de Alfredo, Duque de Saxe-Coburgo-Gota. Nicolau pediu Alice em casamento, mas como esposa do czarevich e herdeiro ao trono, a princesa sabia que teria de mudar de religião e, a princípio, não conseguiu decidir-se se aceitaria o pedido ou não. A pobrezinha chorou muito, escreveu Nicolau no seu diário onde descreveu a conversa que teve com ela que se prolongou até à meia-noite. No dia 8 de abril, no entanto, chegou um dia lindo e inesquecível quando o jovem casal foi até ao quarto da rainha Vitória de mão dada para lhe comunicar que tinham chegado a um acordo. Fiquei bastante surpreendida, escreveu a rainha Vitória no seu diário, Pensava que, por muito que o Nicky quisesse ir em frente com isto, a Alice não se iria decidir.
O casamento realizou-se em novembro e Alexandra foi coroada czarina juntamente com Nicolau que passou a ser o "Czar de Todas as Rússias".

## Vida em Moscou

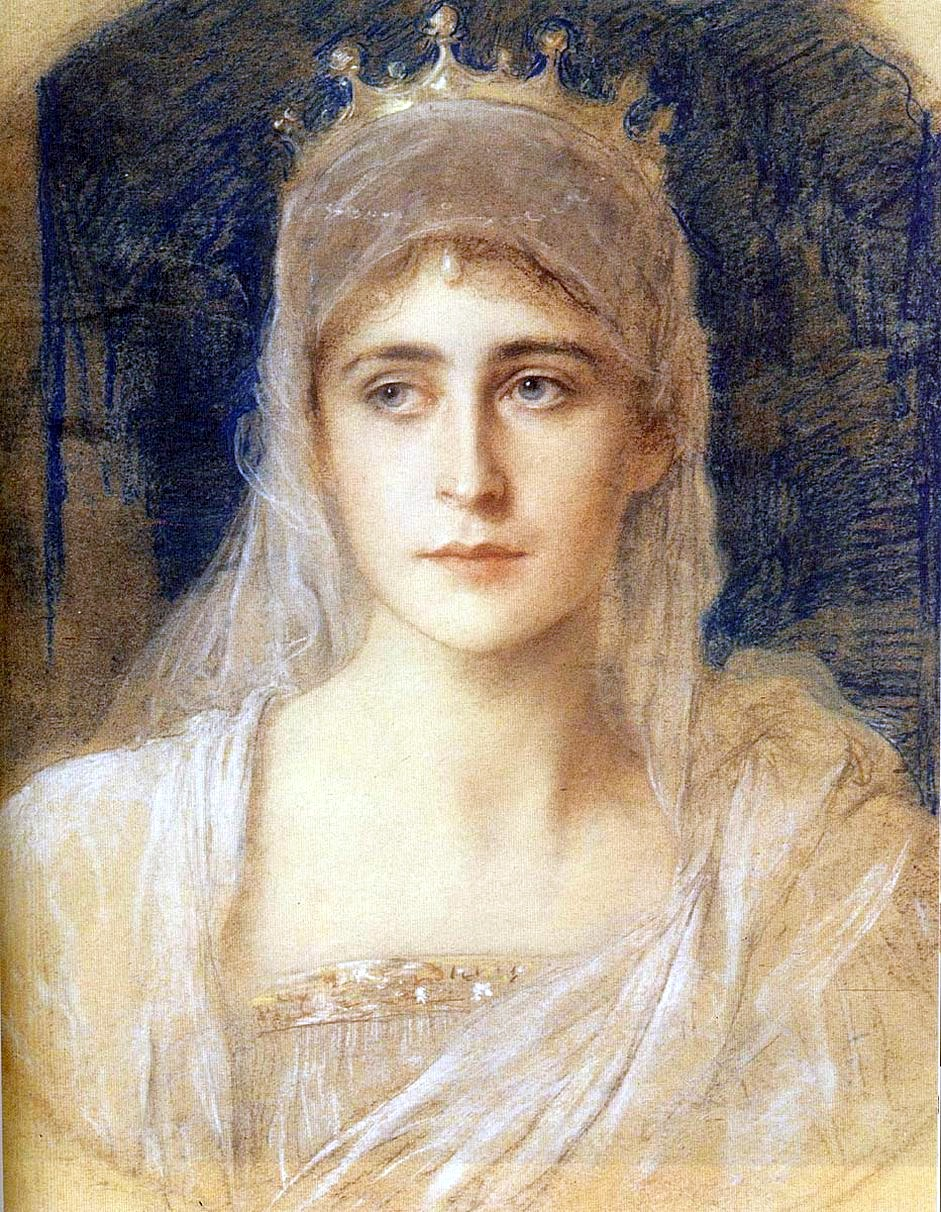
Isabel Feodorovna
Por Friedrich August von Kaulbach

Em 1891, Isabel e Sérgio Alexandrovich que não tinham filhos, praticamente adoptaram os seus sobrinhos Maria e Dmitri Pavlovich, filhos do irmão de Sérgio, Paulo Alexandrovich. A mãe das crianças tinha caído quando tentava saltar para um barco em andamento e estava grávida de Dmitri. O bebé nasceu prematuro e a mãe morreu poucas horas depois. O pai ficou em estado de choque com a morte da esposa e aceitou de bom grado a ajuda do irmão e da cunhada. Muitos não acreditavam que o bebé fosse sobreviver, mas Sérgio ajudou-o, dando-lhe os banhos prescritos pelos médicos, cobrindo-o com mantas de algodão e enchendo o seu berço com garrafas de água quente para manter a temperatura do bebé regular. Estou a gostar muito de tomar conta do Dmitri, escreveu Sérgio no seu diário. Mais tarde Dmitri seria um dos assassinos de Rasputine, juntamente com o príncipe Félix Yussupov.
Nesse ano Sérgio foi também nomeado governador de Moscovo e a família mudou-se para a nova cidade.
O jubileu de diamante da rainha Vitória em 1897 reuniu novamente a grande família em Londres. Seria a última vez que muitos dos seus netos e bisnetos veriam a pequena e velha mulher que durante muitos anos tinha sido o centro pelo qual as suas vidas dependiam para todo o tipo de decisões. Todos os convidados trouxeram presentes que incluíram uma corrente de diamantes das suas filhas mais novas, um alfinete de diamante do príncipe e da Princesa de Gales, um pendente de diamantes e safiras do grão-duque Sérgio e da grã-duquesa Isabel entre outros.
A rainha gostou de ver a sua família e de ser recebida festivamente pelos seus súbditos quando desfilou numa carruagem pelas ruas de Londres, no entanto esteve muito cansada durante os banquetes e cerimónias que se seguiram e começou a sentir-se ansiosa quando não reconheceu algumas das caras dos netos e bisnetos que falavam com ela. A rainha estava também preocupada com os problemas que afectavam a família na altura. O casamento do grão-duque de Hesse, Ernesto, com a filha do Duque de Edimburgo não estava a resultar, o kaiser Guilherme II parecia cada vez mais zangado com a família por se sentir excluído e, quando o imperador e a imperatriz da Rússia a tinham visitado em Balmoral no ano anterior com a sua filha, ela achou que a querida e simples Alicky estava muito mudada e temia que a sua nova posição a estivesse a tornar demasiado imperial, o que a magoou muito.
No dia 28 de junho, o grão-duque Sérgio e a esposa despediram-se da rainha Vitória para regressarem à Rússia. A grã-duquesa Isabel não conseguiu evitar as lágrimas, uma vez que sabia que aquela seria uma das últimas vezes que veria a sua avó que tinha mantido a família junta durante muitos anos e tinha sido a sua mãe substituta e, acima de tudo, uma grande amiga.
A desastrosa Guerra Russo-Japonesa de 1904 trouxe uma tarefa à grã-duquesa que ela cumpriu de uma forma que deixaria orgulhosa a sua avó Vitória se ela fosse ainda viva. Como esposa do governador de Moscovo, Isabel era líder das organizações da Cruz Vermelha da cidade. Ela enviou comboios-ambulância e equipamento para os soldados enquanto organizava salas de trabalho no Palácio do Kremlin e estava lá todos os dias a supervisor e dar motivação as centenas de mulheres de todos os estratos sociais que trabalhavam lá a empacotar material bélico, medicamentos, comida e roupa para os soldados na frente de combate. Vestia-se sempre de forma simples de azul ou cinzento, estava sempre lá de boa-vontade, tinha sempre um sorriso nos lábios ou um elogio para quem trabalhava, nunca perdia a paciência mesmo quando se cometiam erros e estava sempre pronta para executar os trabalhos mais difíceis.

### Viuvez

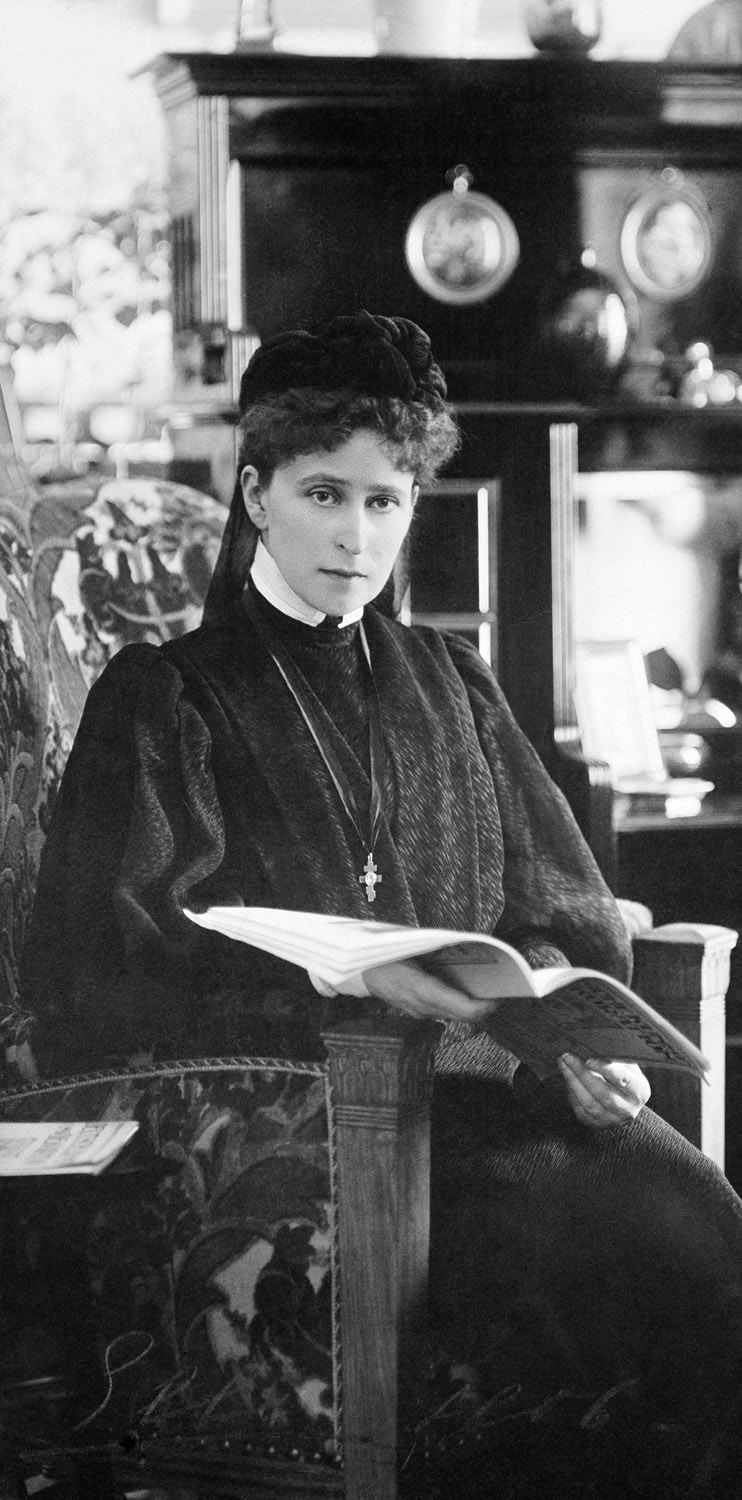
Isabel de luto pelo marido

No dia 4 de fevereiro de 1905, quando Isabel estava a caminho dos seus quartos privados no palácio onde vivia com o marido e os sobrinhos, ouviu uma explosão que partiu todos os vidros da sua casa. Depois de muitos anos ela sabia que aquilo que temia (e o seu marido esperava) tinha acontecido. Durante muitos anos Sérgio Alexandrovich tinha-a proibido de andar na mesma carruagem dele e justificava-o dizendo que sabia do ódio que os habitantes de Moscovo sentiam por ele.
Sem esperar por alguém para perguntar o que tinha acontecido ou sequer vestir um casaco, Isabel desceu as escadas a correr até chegar ao dia frio de inverno e seguiu um rasto de fumo e cheiro a pólvora que a levaram até à carruagem despedaçada do seu marido da qual apenas restavam os corpos mutilados dos cavalos. Quando chegou os guardas apressavam-se a cobrir o que restava do corpo do marido com os seus casacos.
Começaram a cair-lhe lágrimas e ela ajoelhou-se junto da mancha de sangue na neve, com a multidão a começar a reunir-se à sua volta, olhando horrorizada o macabro espectáculo enquanto a polícia e os soldados procuravam o assassino por entre as pessoas que se encontravam perto do palácio. Algumas horas antes ele tinha saído de casa com uma expressão preocupada, mas a assegurar-lhe que não havia nada com que se preocupar. Embora não tivessem um casamento perfeito, ele era o seu marido que sempre a tinha ajudado a adaptar-se à vida na Rússia e a tratava bem. Ele estava consciente do perigo que corria, mas mesmo assim nunca abandonou as suas responsabilidades e deu o seu melhor no cargo que ocupava. Contudo a sua austeridade quase fanática e a sua crueldade vingativa em certas ocasiões tinham feito com que ganhasse muitos inimigos. Ele era um anti-revolucionário e um autocrata quase tirano, mas ela estava casada com ele há vinte anos e era das únicas que conhecia toda a sua personalidade.
Nessa tarde, apesar da sua dor pessoal, Isabel visitou o cocheiro da carruagem do marido que estava gravemente ferido. Ele olhou-a nos olhos e perguntou, Como está o seu marido? Muito gentilmente a cara dela recompôs-se e respondeu, Foi ele que me enviou para o ver e ficou sentada na cama dele até o cocheiro morrer. Ela implorou ao czar Nicolau II para que não matasse o assassino, mas a sua petição foi recusada e ela foi visitar o homem à prisão. Ele tratou-a com desprezo e mantinha-se teimosamente cínico. Não se mostrou arrependido pelo que tinha feito e orgulhava-se da sua acção dizendo que tinha destruído um homem que era um inimigo do povo.
A partir desse dia, Isabel nunca mais comeu carne nem peixe. Quando chegou a casa dividiu as joias que o seu marido lhe tinha oferecido em três e deu algumas aos seus sobrinhos Maria e Dmitri Pavlovich, devolveu as joias da coroa e vendeu o resto. O dinheiro que ganhou das joias foi para a caridade e para o Convento de Maria e Marta em Moscovo que passou a visitar com muita frequência, sempre de luto.

### Vida como freira

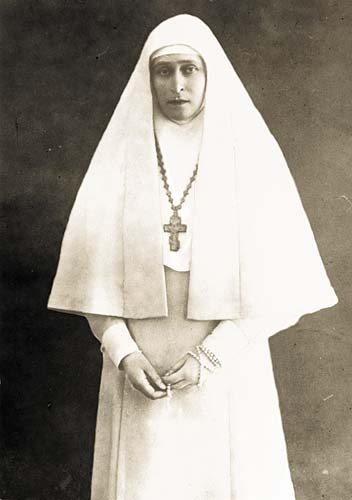
Isabel como freira

A alta sociedade de São Petersburgo nunca mais a voltou a ver. Só muito raramente Isabel visitava a irmã e a família em Tsarskoye Selo e, em 1910, decidiu juntar-se definitivamente à Irmandade de Marta e Maria, doando todas as roupas e pedaços de joalharia que ainda lhe restavam. Não ficou nada, nem sequer com a aliança de casamento. Este véu, disse o bispo Triphonius quando ela entrou no convento, vai-te esconder do mundo, e o mundo vai estar escondido de ti, mas vai ser uma testemunha dos teus bons trabalhos que irão brilhar perante Deus e glorificar o Senhor. A sua nova vida era passada nos quartos pequenos do Convento, apenas mobilados com cadeiras brancas. Ela dormia numa cama de madeira sem colchão e com uma almofada dura. Queria sempre as tarefas mais difíceis, chegando a cuidar de 15 doentes na ala hospitalar sozinha e raramente dormia mais de três horas. Quando um paciente morria, ela passava a noite inteira junto dele (de acordo com a fé ortodoxa) a rezar intermitentemente sobre o corpo morto.
Quando ela se tornou freira, a sua sobrinha Maria Pavlovna casou-se e o sobrinho Dmitri passou a viver com o czar Nicolau II e a sua família.
Apesar de tudo, ela nunca se tornou rígida, severa ou deprimida e até manteve algum do seu divertimento que a tinha tornado encantadora quando jovem. Uma vez quando a sua irmã, a princesa Vitória, estava no convento de visita com a sua segunda filha, a princesa Luísa, a porta do quarto delas abriu-se de manhã cedo e uma pequena cabeça espreitou a rir-se e a dizer Olá. Abismada, Vitória pensou tratar-se de um rapaz mal-educado que tinha conseguido entrar no convento e estava a invadir o seu quarto, mas depressa percebeu, aliviada, que se tratava da sua irmã mais nova, sem o seu véu e com o cabelo rapado.
Depois de entrar no convento, Isabel apenas visitou São Petersburgo em duas ocasiões: quando se celebraram os 300 anos de poder dos Romanov em 1913 e quando rebentou a Primeira Guerra Mundial em 1914 onde ajudou a sua irmã com os planos de ajuda a soldados feridos.
Durante muitos anos, as instituições apoiadas por Isabel ajudaram os pobres e os órfãos de Moscovo. Ela e outras freiras da sua irmandade trabalhavam com os pobres todos os dias e foram responsáveis pela abertura de discussão sobre a possibilidade de permitir o acesso de mulheres a posições de maior importância dentro da igreja. A Igreja Ortodoxa recusou esta ideia, mas abençoou e encorajou os esforços de Isabel para com os pobres.
Em 1917, rebentou a Revolução Russa e, as ligações de Isabel à família imperial causaram-lhe muitos problemas

## Exílio, morte e canonização
Na primavera de 1918, Lenine ordenou à Tcheka (polícia secreta russa) que prendesse Isabel. Mais tarde ela seria exilada, primeiro em Perm e depois em Ecaterimburgo onde também se encontrava a sua irmã Alexandra e a sua família, mas nenhuma das duas sabia da presença da outra na cidade. Mais tarde, ela iria juntar-se a outros membros da família Romanov (o grão-duque Sérgio Mikhailovich, o príncipe João Constantinovich, o príncipe Constantino Constantinovich, o príncipe Igor Constantinovich e o príncipe Vladimir Pavlovich Paley).
Com os membros da família vieram o secretário de Sérgio, Fyodor Semyonovich Remez e Bárbara Yakovleva, uma freira da irmandade de Isabel. Todos eles foram levados para Alapaevsk no dia 20 de maio de 1918 onde foram presos na antiga escola Napolnaya nos arredores da cidade
Ao meio-dia do dia 17 de julho, o oficial da Tcheka, Petr Startsev e alguns trabalhadores bolcheviques chegaram à escola. Tiraram aos prisioneiros todo o dinheiro e valores que tinham e anunciaram-lhes que seriam transferidos nessa mesma noite para uma fábrica em Siniachikhensky. Os guardas do Exército Vermelho receberam ordens para abandonar o local e foram substituídos por homens da Tcheka. Nessa noite os prisioneiros foram acordados e levados em carros numa estrada para Siniachikha. A cerca de 18 quilómetros de Alapaevsk havia uma mina abandonada com 20 metros de profundidade. Foi aqui que pararam. Os homens da Tcheca espancaram todos os prisioneiros antes de os atirar para a mina. Ainda antes de ser atirado, o grão-duque Sérgio Mikhailovich foi morto a tiro por contestar e tentar espancar os guardas. Isabel foi a primeira a ser atirada. Apesar da profundidade, apenas Fyodor Remez morreu imediatamente.

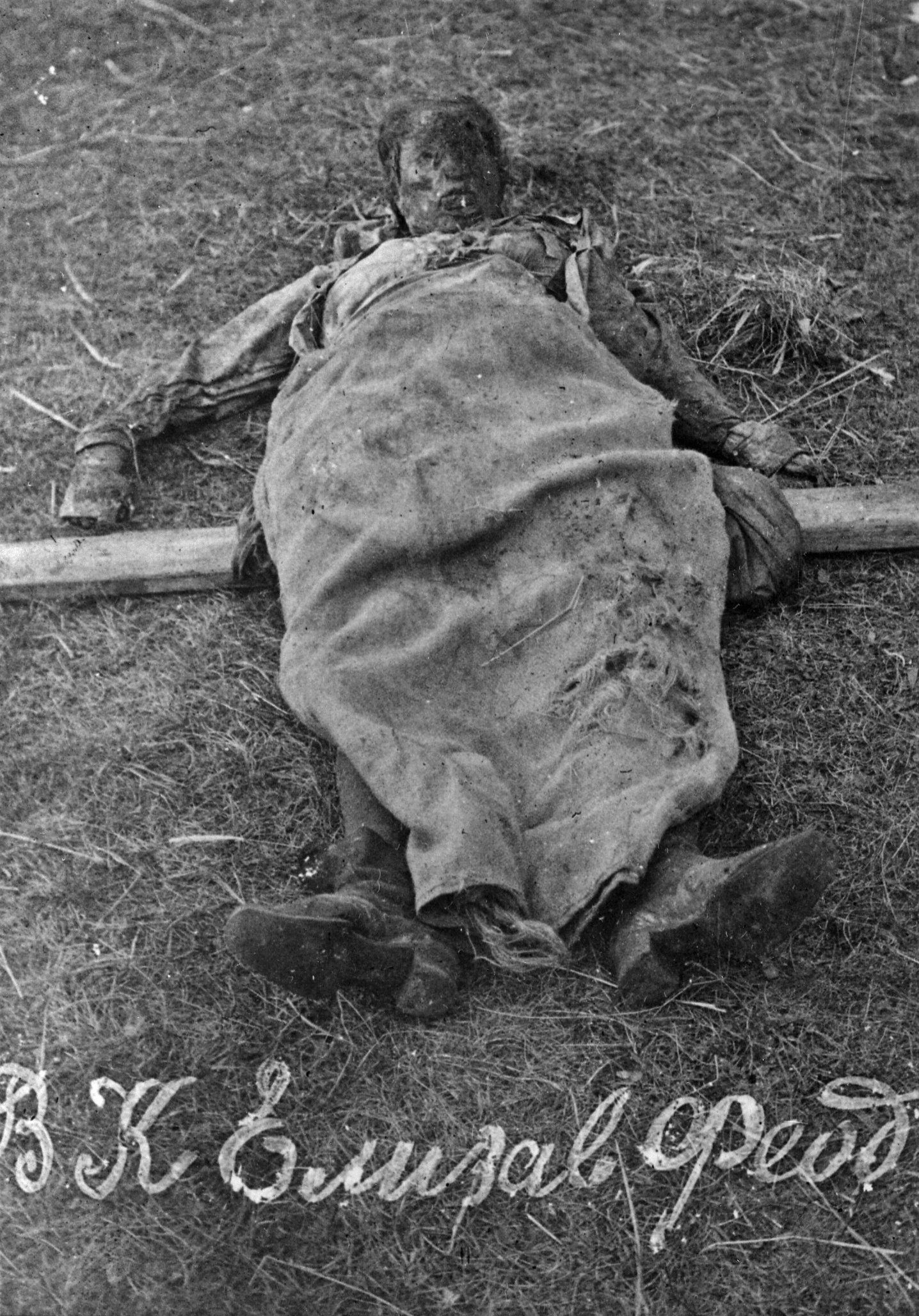
Corpo da grã-duquesa Isabel Feodorovna descoberto no dia 8 de outubro de 1918

De acordo com o testemunho de um dos assassinos, Isabel e os outros prisioneiros sobreviveram à queda na mina, o que levou o comandante a atirar as granadas. Depois das explosões, ele disse ter ouvido Isabel e os outros cantarem um hino russo do fundo da mina. Enervado, o comandante atirou uma nova rajada de granadas, mas continuou a ouvir-se os prisioneiros cantar. Finalmente foi atirada uma grande quantidade de arbustos para tapar a mina e o comandante deixou um guarda a vigiar o local antes de partir.
Na manhã de 18 de julho de 1918, o chefe da Tcheca de Alapaevsk trocou uma série de telegramas com o chefe do Soviete Regional de Ecaterimburgo que tinha estado envolvido no massacre da família imperial. Estes telegramas tinham sido planeados com antecedência e diziam que a escola tinha sido atacada por um gang desconhecido. Pouco tempo depois Alapaevsk caiu nas mãos do Exército Branco.
No dia 8 de outubro de 1918, o exército branco descobriu os restos mortais de Isabel e dos seus companheiros dentro da mina onde tinham sido assassinados. Isabel tinha morrido devido a ferimentos resultantes da sua queda de vinte metros, mas tinha ainda encontrado forças para fazer uma ligadura na cabeça do príncipe João Constantinovich. Os seus restos mortais foram retirados da mina e levados para Jerusalém onde estariam longe das mãos dos bolcheviques. Até hoje continuam enterrados na Igreja de Maria Madalena.

### Canonização e legado
Isabel foi canonizada pela Igreja Ortodoxa Fora da Rússia em 1981 e pela Igreja Ortodoxa Russa em 1992 como "Neomártir Isabel". Os principais templos que lhe são dedicados são o Convento de Marfo-Mariinsky que ela fundou em Moscovo e o Convento de Santa Maria Madalena no monte das Oliveiras, que ela e o marido ajudaram a construir.

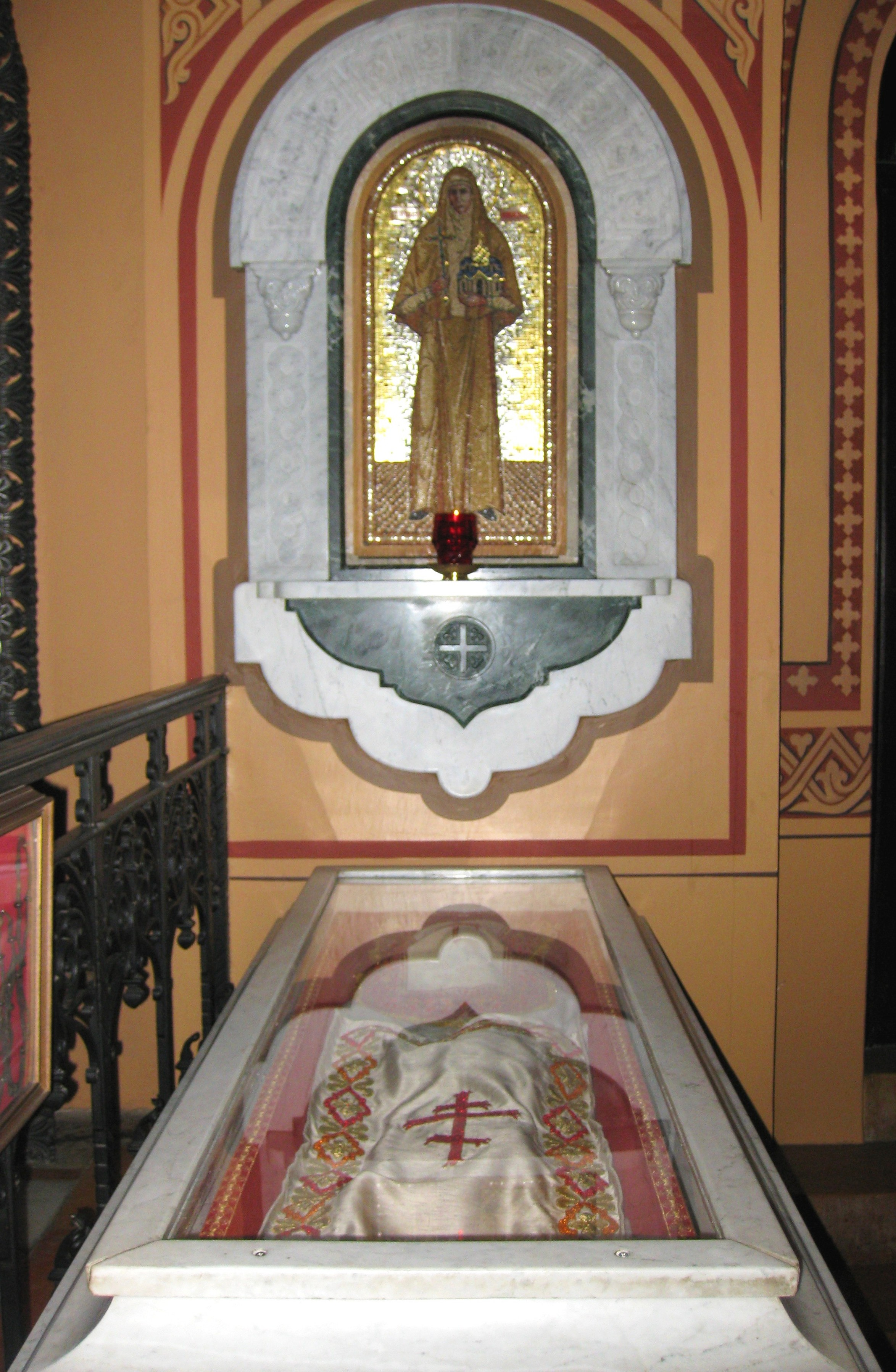
Túmulo de Santa Isabel Feodorovna na Igreja de Santa Maria Madalena, em Jerusalém

Era é uma das mártires do século XX que está representada numa das estátuas acima da Grande Porta Oeste na Abadia de Westminster em Londres, Inglaterra. Outra estátua de Isabel foi construída após a queda do comunismo na Rússia no jardim do seu convento em Moscovo. Na inscrição pode ler-se À grã-duquesa Isabel Feodorovna: Com arrependimento.

## Cultura popular
Isabel Feodorovna apareceu retratada em vários livros e filmes desde a sua morte. Apareceu em dois episódios da mini-série Fall of Eagles de 1974, interpretada por Isla Blair e no telefilme Rasputin de 1996. Existem também várias biografias publicadas da grã-duquesa, incluindo:
- Ella: Princess, Saint and Martyr, de Christopher Warwick;
- Elizabeth, Grand Duchess of Russia, de Hugo Mager;
- Most Beautiful Princess, de Christina Croft.

Em 2008, Robert Alexander publicou também o livro "A Noiva Romanov" onde a história de Isabel é contada de forma mais ficcional.

## Títulos, estilos e honrarias
- 1 de novembro de 1864 – 15 de junho de 1894: "Sua Alteza Grão-Ducal, a Princesa Isabel de Hesse e Reno"
- 15 de junho de 1894 – 18 de julho de 1918: "Sua Alteza Imperial, a Grã-Duquesa Isabel Feodorovna da Rússia"
- 1981 – presente: Sagrada Neomártir Isabel Feodorovna Romanova[2][3]

### Honrarias
- Rússia: Dama Grã-Cruz da Ordem de Santa Catarina
- Reino Unido: Real Ordem de Vitória e Alberto (Segunda Classe)